# Vol China Airlines 120
Dans la matinée du 20 août 2007, le Boeing 737-800 effectuant le vol China Airlines 120, un vol international régulier reliant l'aéroport international Taiwan-Taoyuan, dans le comté de Taoyuan, à Taïwan, et l'aéroport de Naha, dans la préfecture d'Okinawa, au Japon, prit feu et explosa après avoir atterri et effectué son roulage jusqu'au terminal de l'aéroport de Naha. 
Quatre personnes, trois provenant de l'avion et une faisant partie de l'équipe au sol, furent blessées, mais l'incident ne fit aucune victime parmi les 165 passagers et membres d'équipages présents à bord.
Cet accident reste assez inhabituel par le fait que l'avion a commencé à s'embraser au stationnement, après l'arrêt de ses moteurs.

## Contexte

### Avion

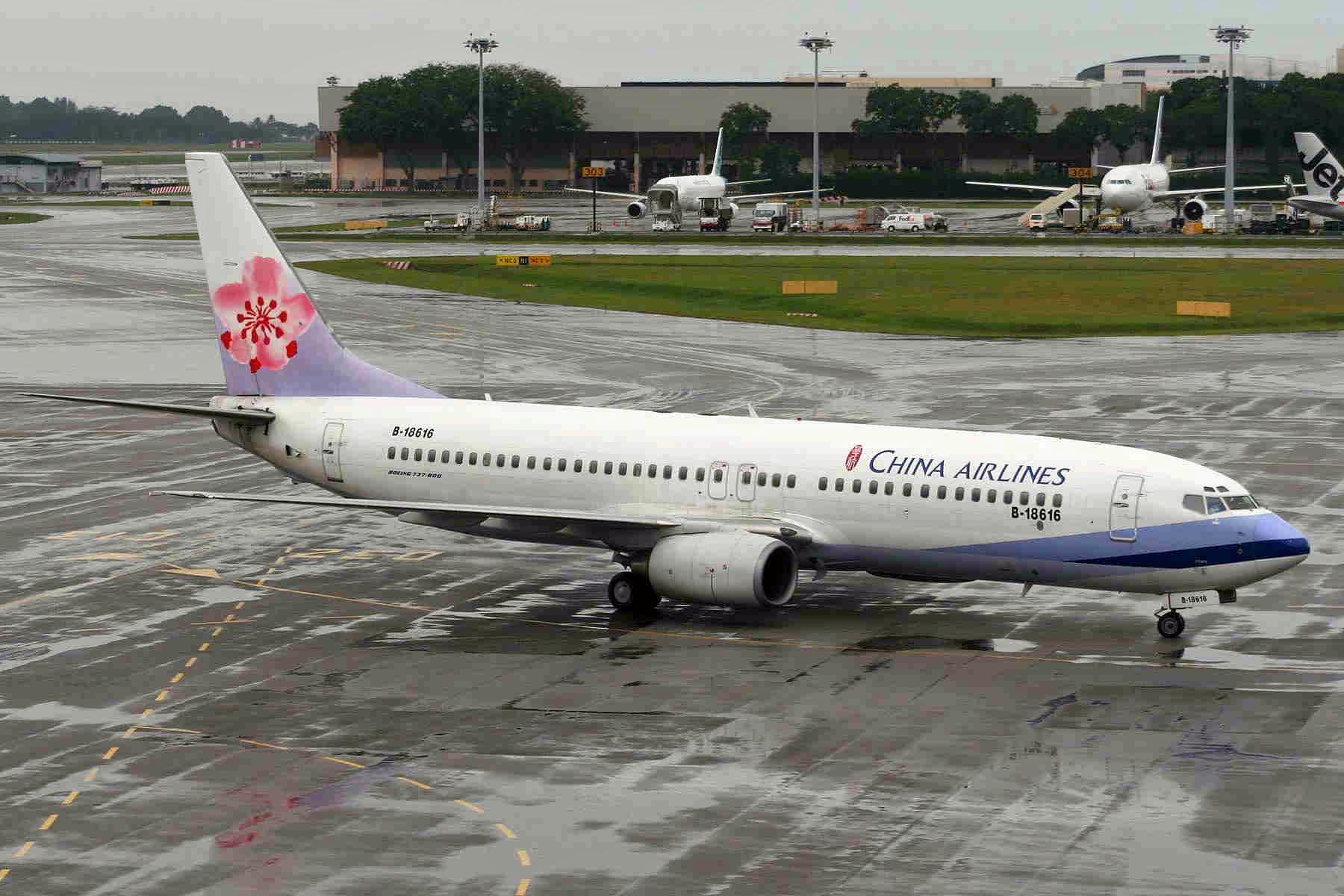
B-18616, l'appareil impliqué dans l'accident, ici en avril 2006.

Le Boeing 737-809 assurant ce vol, enregistré sous l'immatriculation B-18616, avait été livré à la compagnie aérienne China Airlines en juillet 2002. 
Comme les autres Boeing 737 de la série « Next Generation », il était équipé de turboréacteurs CFM56-7B26, des modèles qui équipent également l'Airbus A320 depuis 2011.

### Passagers et équipage
Il y avait 157 passagers à bord de l'avion, dont deux enfants. Sur le nombre total de passagers, 110 étaient des Taïwanais, 23 étaient japonais, et 24 venaient d'autres pays. Les huit membres d'équipage étaient essentiellement taïwanais, à l'exception d'un steward japonais.
Le commandant de bord, You Chien-kou (48 ans), avait effectué 7 941 heures de vol à son actif, dont 3 823 heures sur Boeing 737-800. Son copilote, Tseng Ta-wei (26 ans), avait effectué seulement 890 heures de vol, dont 182 heures sur 737-800.
La plupart des passagers taïwanais avaient réservé des voyages organisés dans des agences de voyages opérant à Taïwan. Parmi ces agences figuraient les Daiei Travel Service (Daiei Travel), Gloria Tours (Kimi Travel), Mic Travel Co (Wanda Travel), et South East Travel Service (Southeast Travel).

## Déroulement de l'accident
Le vol 120 effectua un atterrissage normal à 10 h 26 locales et effectua ensuite un roulage vers les portes d'embarquement vers 10 h 34. Le personnel au sol remarqua la présence de flammes provenant du moteur no 2 (le moteur droit) au moment où le commandant de bord l'arrêta, en anticipation de la connexion avec la passerelle mobile de débarquement. Informé de la situation par les contrôleurs du trafic aérien, le capitaine ordonna une évacuation d'urgence de l'appareil. Tous les passagers et les PNC parvinrent à quitter l'avion en sécurité à travers les quatre portes d'accès en utilisant les toboggans gonflables de secours. Le copilote et le commandant de bord quittèrent l'avion en passant à travers les vitres du cockpit, tandis que le dernier PNC sauta par la porte avant droite de l'avion.
Immédiatement après l'évacuation de la dernière personne présente à bord (le capitaine taïwanais), le moteur no 2 et les réservoirs de carburant de l'aile droite explosèrent et s'embrasèrent violemment, déclenchant un incendie qui détruisit l'avion. 
Un rapport de la compagnie aérienne confirma que tous les passagers et membres d'équipage avaient réussi à évacuer l'avion en sécurité,. Un Taïwanais âgé de 57 ans souffrit d'hypertension et une fille de huit ans de Hong Kong ne se réceptionna pas bien lors de l'évacuation par les toboggans de secours ; tous deux furent envoyés vers un hôpital voisin. Un membre de l'équipe de l'aéroport fut blessé pendant l'évacuation, et un steward, qui était la dernière personne à quitter la cabine, tomba au sol lorsque l'avion explosa.
Les voies de service (taxiways) de l'aéroport furent fermées jusqu'à 23 h 3 à la suite de l'accident. D'après les contrôleurs aériens de l'aéroport de Naha, le statut de l'avion était normal, car il ne présentait aucun problème particulier et il n'y avait eu aucun rapport de situation anormale pendant le vol ou l'atterrissage.
Après l'accident, l'Administration aéronautique civile taïwanaise (en) cloua au sol les quatorze Boeing 737-809 restants des compagnies China Airlines, Mandarin Airlines et de la force aérienne de la République de Chine, pour inspection des systèmes de carburant de ces appareils. Le bureau de l'Aviation civile du Japon (en) demanda également aux utilisateurs japonais des 737-700 et -800 d'inspecter de manière similaire leurs avions. Aucune anomalie ne fut détectée et les avions retournèrent assez rapidement en service.
George Ishizaki enregistra une vidéo amateur de l'accident. Une autre vidéo amateur, d'un angle de vue différent, fut capturée par Katsutoshi Yuasa et fut proposée au quotidien japonais Sankei Shinbun.
Comme l'accident ne fit aucun mort, la compagnie décida de continuer à assurer le vol 120, qui existe toujours actuellement.

## Déroulement des faits du point de vue des équipes de secours
La longue série d'événements, du départ du feu à l'arrivée du premier équipement de lutte anti-incendie sur les lieux, entraîna l'arrivée de nombreuses questions posées au sujet de la réaction lente des services d'urgence :
- Le feu fut détecté à environ 10 h 33, soit environ six minutes après l'atterrissage ;
- À 10 h 33 min 58 s, le feu fut signalé à la caserne de pompiers de l'aéroport de Naha ;
- À 10 h 35, deux camions de pompiers quittèrent la caserne ;
- Près d'une minute après, le premier camion tenta de contacter la tour de contrôle, mais n'obtint aucune réponse ;
- Vers environ 10 h 36 se produisit la première explosion, qui fit tomber au sol le premier officier, qui était alors en train de quitter le cockpit par la fenêtre ;
- Environ 30 secondes plus tard, le premier camion de pompiers tenta de contacter la tour une deuxième fois, mais toujours aucune réponse de sa part ;
- À 10 h 38 min 25 s, le premier camion arrivé (le no 6) commença à projeter de la mousse sur le fuselage en flammes de l'avion ;
- 30 secondes plus tard, le second camion arriva ;
- À 10 h 39, le second camion de pompiers (le no 6) commença à projeter de la mousse sur le fuselage de l'avion ;
- Environ 30 secondes plus tard, le premier camion commença à projeter la mousse sur l'avant de l'avion.

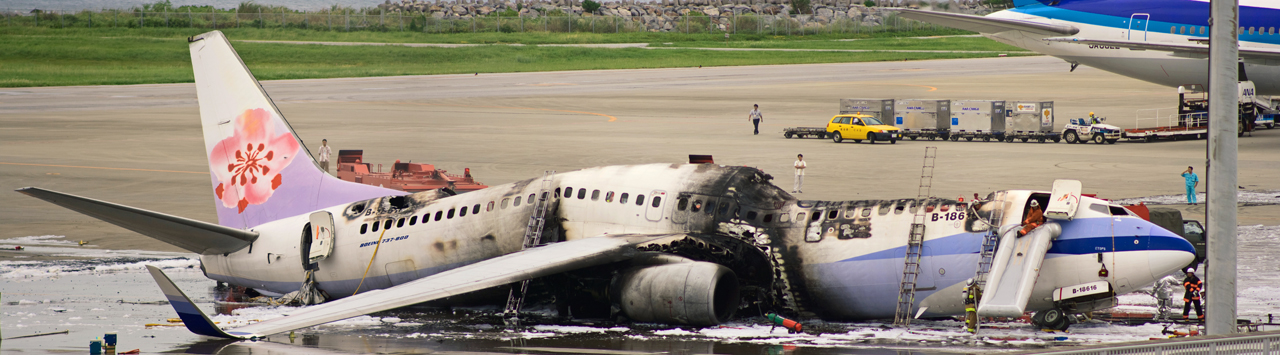
Les restes de l'avion après l'incendie, sur l'aéroport de Naha.

Entre la première perception de l'incendie par la tour de contrôle et le début des actions de lutte contre l'incendie, six minutes s'écoulèrent. Il n'y eut aucun contact entre la tour et les camions de secours avant ces six minutes, pendant lesquelles se produisirent trois explosions. Partant d'un unique moteur, l'incendie parvint ensuite à engloutir tout l'avion, qui finit par se casser en deux peu de temps après sous l'effet de la chaleur et des dommages subis par la structure, en proie aux flammes.

## Enquête

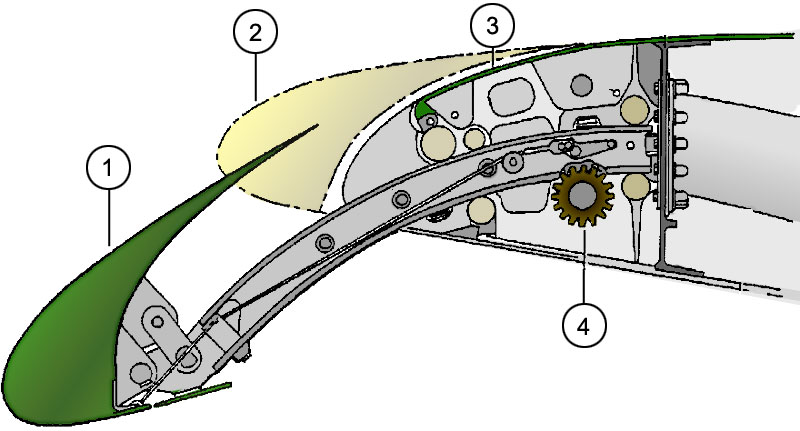
Schéma d'un bec d'Airbus A319. Celui du 737 fonctionne selon le même principe. On distingue nettement le rail de maintien des becs et son logement (sur la droite du schéma). Autour de ce logement est installé un réservoir de carburant, qui occupe une importante partie du volume interne de l'aile.

L'enquête sur les causes de l'accident fut menée par la commission d'enquête sur les accidents aériens et ferroviaires (en) (ARAIC) du Japon. L'équipage, comme confirmé par l'écoute des enregistrements des boîtes noires, ne remarqua aucun problème particulier avant l'incident.
L'équipe d'enquête confirma que l'avion avait commencé à prendre feu au parking dans la zone de débarquement de passagers, et qu'il n'y avait initialement aucun signe de fuite de carburant pendant la phase de roulage jusqu'à cet emplacement. L'enquête se focalisa cependant sur la possibilité qu'une fuite de carburant ait pu mener au départ de l'incendie. 
Lors d'une conférence de presse tenue le 24 août, les enquêteurs révélèrent qu'un boulon, qui s'était desserré du rail de guidage des becs de bord d'attaque et avait pris du jeu, avait percé le réservoir de l'aile droite lorsque le pilote avait rentré les becs après avoir terminé son atterrissage. Ce boulon était en fait une butée mécanique placée à l'extrémité du rail de guidage sur lequel était fixé le bec de l'aile. Il était placé à cet endroit pour empêcher le bec de se séparer complètement de l'aile lorsqu'il était en bout de course. 
Coincé dans le logement du rail de guidage, et poussé avec force contre les parois de ce logement par les puissants mécanismes de rétraction des becs, il avait fini par créer un trou de deux à trois centimètres de diamètre dans ce logement, perçant au passage le réservoir structurel d'aile situé juste derrière. Le carburant qui s'en échappa alors tomba directement sur le moteur, encore chaud, et démarra l'incendie qui détruisit ensuite l'avion.
La fuite de carburant était en fait déjà présente pendant le roulage de l'avion vers son emplacement sur le parking, comme noté par un membre des équipes au sol de l'aéroport, qui avait aperçu un liquide couler le long du bord d'attaque de l'aile. Toutefois, le léger vent relatif créé par le déplacement de l'avion sur les voies de service avait suffisamment écarté le mince filet de carburant de la structure des moteurs et celui-ci ne les touchait pas directement. Ce ne fut que lorsque l'avion se mit à l'arrêt que la fuite toucha les moteurs et que le feu commença à prendre.

## Conclusions du rapport d'enquête officiel
Le 28 août 2009, soit deux ans après l'accident, le Japan Transport Safety Board (JTSB, équivalent japonais du BEA français) publia les conclusions de l'enquête. Il est considéré comme très probable que les faits se soient déroulés comme suit :

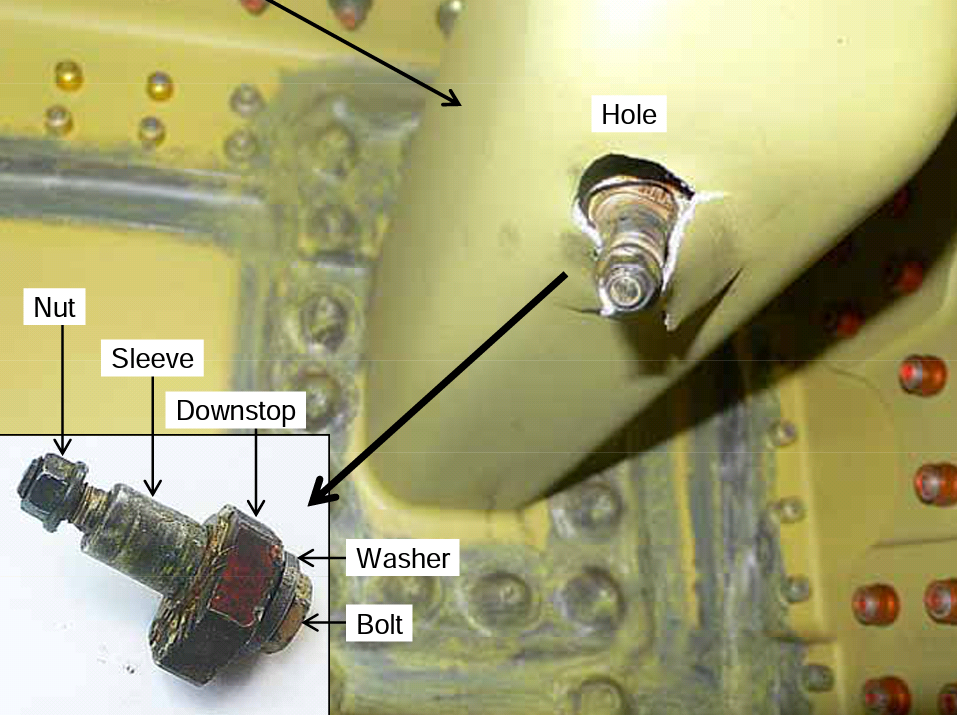
Photographie, prise depuis l'intérieur du réservoir de l'aile droite, montrant le boulon à l'origine de la fuite de carburant.

Quand l'avion a rentré ses becs de bord d'attaque après son atterrissage à l'aéroport de Naha, le logement qui accueillait le rail intérieur du bec no 5 sur l'aile droite a été percé, créant un trou. Le carburant s'est échappé par ce trou, atteignant l'extérieur de l'aile. Un feu s'est déclaré dès que ce carburant est entré en contact avec les parties à haute température du moteur droit, après que l'avion se soit arrêté à son emplacement de parking désigné, puis l'avion à totalement brûlé après plusieurs explosions.
1. En ce qui concerne la cause de la perforation du logement de rail de guidage, il est certain qu'en se détachant de l'arrière du rail précédemment cité, la butée arrière est tombée à l'intérieur du logement de ce rail, et a été pressée avec force contre les parois de ce logement quand le bec a commencé à être rétracté, ce qui a percé le logement[6];
2. En ce qui concerne la cause du détachement de la butée arrière, il est considéré comme très probable que pendant les opérations de maintenance effectuées pour empêcher l'écrou de se desserrer — que la compagnie avait effectué environ un mois et demi avant l'accident en suivant la note de service émise par le constructeur de l'avion —, la rondelle située du côté de l'écrou ait été oubliée, après quoi la partie du côté de l'écrou se serait détachée de la butée, suivie par la butée elle-même, qui serait alors tombée dans le logement du rail de guidage[8]. Il est également considéré comme fort probablement qu'un facteur de détachement de la butée arrière ait été la conception même de cette butée, qui ne pouvait pas empêcher l'ensemble de tomber si la rondelle n'était pas installée[6];
3. En ce qui concerne la cause du détachement de la rondelle, il est considéré comme probable que, malgré le fait que le boulon était dans un emplacement difficile d'accès pour les opérations de maintenance, ni le constructeur de l'avion ni la compagnie n'avait porté suffisamment d'attention à ceci quand ils avaient préparé respectivement la note de service et la carte de travail. En outre, ni l'opérateur de maintenance, ni son superviseur n'ont fait remonter d'information à leurs supérieurs quant à la difficulté de la tâche à effectuer[6].

Le Japan Transport Safety Board recommanda à l'Administration aéronautique civile taïwanaise de superviser la compagnie China Airlines dans les actions suivantes : lors de la planification et de la mise en œuvre des actions de maintenance, la portée des travaux devrait être entièrement vérifiée et les conditions et environnements de travail devraient être correctement évalués. De même, les contre-mesures pour prévenir les erreurs de maintenance, incluant les actions prises en 2009 à la suite de cet accident, devraient être mises en œuvre et améliorées de manière constante.

## Conséquences
Le 23 août 2007, la compagnie China Airlines annonça qu'elle compenserait les passagers à hauteur de 1 000 NT$ (21,38 € valeur 2007) pour chaque kilogramme de bagages perdu, pour un maximum de 20 000 NT$ pour les bagages enregistrés et encore 20 000 NT$ pour les bagages à main. Sur les marchés financiers, l'action en bourse de la compagnie chuta après l'accident, de même que celle de la Taiwan Fire & Marine Insurance Co.
En raison de l'accident, le 25 août, l'administration fédérale de l'Aviation américaine (FAA) ordonna des inspections en urgence des guides de becs de bord d'attaque sur tous les avions 737 Next Generation en service au sein des compagnies américaines. 
La consigne de navigabilité d'urgence (Emergency Airworthiness Directive (en), ou EAD) publiée par la FAA demandait aux opérateurs d'inspecter la butée de rail de guidage des becs pour détecter d'éventuelles pièces manquantes, s'assurer de leur montage correct, et contrôler l'intérieur du logement des rails pour y déceler d'éventuels débris ou dommages. 
La directive demandait que cette inspection poussée soit effectuée dans les 24 jours et ensuite tous les 3 000 cycles de vol. Les retours de ces inspections révélèrent que de nombreux autres avions avaient des pièces desserrées au niveau des rails de becs, et même un avion avec un logement endommagé, donc qui aurait théoriquement pu subir le même incendie que l'avion du vol 120 de la China Airlines. 
À la suite de ces constats, la FAA publia une nouvelle consigne de navigabilité d'urgence, le 28 août, qui stipulait que les contrôles que devaient effectuer les compagnies étaient désormais à effectuer sous dix jours, au lieu des 24 initialement indiqués. De plus, cette nouvelle directive demandait qu'un serrage de l'écrou et du boulon soit effectué une fois dans un délai de 24 jours.

## Documentaire télévisé
Cet accident aérien est décrit et analysé dans la série documentaire « Air Crash », saison no 16, épisode no 4 : « Un détail crucial », sur la chaîne National Geographic Channel.

## Compte-rendu et conclusions de l'enquête officielle
: document utilisé comme source pour la rédaction de cet article.
- (en) Japan Transport Safety Board, Aircraft Accident Investigation Report China Airlines B-18616, Tokyo, Japon, 28 août 2009, 110 p. (lire en ligne [PDF]).